# لحائيات
اللحائيات (الاسم العلمي:Corticata) («أي ذوات اللحاء أو القشرة») هي مجموعة كبرى في تصنيف حقيقيات النوى (الكائنات الحية التي تحتوي خلاياها على نواة) اقترحها توماس كافلييه سميث
لتشمل المجموعتين التاليتين:
- النباتات,[2] أو النباتات الأصلية (النباتات، الطحالب الحمراء، الطحالب الخضراء, والطحالب الزرقاء)
- الأسناخ الصبغية (مجموعة بما في ذلك اللاميناريات والطلائعيات البيضية والهدبيات والسوطيات الدوارة وغيرها من الكائنات)

ويمكن أيضا أن توصف بأنها المجموعة التي تضم كل ثنائيات السوط ما عدا اللجفاوات والجذراوات. وليس من الواضح ما إذا كانت في الواقع فرع حيوي (أي أن جميع الكائنات الحية المنضوية تنحدر من سلف مشترك، وليس غيره). وقد دعمت دراسة نشرت في عام 2014 خاصية أحادي النمط الخلوي لهذه المجموعة.